# Információbiztonság
Az információbiztonság az információ bizalmasságának, sértetlenségének és rendelkezésre állásának megőrzése; továbbá egyéb tulajdonságok, mint a hitelesség, a számonkérhetőség, a letagadhatatlanság és a megbízhatóság, szintén ide tartozhatnak. [MSZ ISO/IEC 27001:2006]

## Alapelvei
- Bizalmasság, annak biztosítása, hogy az információ csak az arra felhatalmazottak számára legyen elérhető.
- Sértetlenség (integritás), az információk és a feldolgozási módszerek teljességének és pontosságának megőrzése.
- Rendelkezésre állás, annak biztosítása, hogy a felhatalmazott felhasználók mindig hozzáférjenek az információkhoz és a kapcsolódó értékekhez, amikor szükséges.

## Információbiztonsági intézkedések
Az információbiztonsági intézkedések alatt adatok sérülése, megsemmisülése, jogosulatlan megszerzése, módosítása és tönkretétele elleni műszaki és szervezési intézkedések és eljárások együttesét értjük. A bevezetett intézkedéseket két nagy területre lehet bontani:
- Adatvédelem: Az informatikai/információs rendszerek adatvesztés elleni védelmét, az adatok folyamatos rendelkezésre állását biztosító szabályzatok, folyamatok és megoldások.
- Adatbiztonság: Az informatikai/információs rendszerek adataihoz való illetéktelen hozzáférést meggátló szabályozások, folyamatok és megoldások.

## Megvalósításának területei
Az információbiztonság megvalósításakor mindig a következő kérdéseket kell feltenni, és az azokra adott válaszok segítenek a gyakorlati megvalósításban:
- Mit kell megvédeni? Ezalatt nemcsak a védendő adatokra, információkra kell gondolni, hanem azok előfordulási helyére és formáira, azok információhordozó és feldolgozó eszközeire, berendezéseire is. Az adatok / információk nagyon eltérő jellegű adathordozókon lehetnek jelen. Így megkülönböztethetünk pl. papíralapú információkat, elektronikusan tárolt információkat vagy pl. az emberi fejekben tárolt információkat.
- Mitől kell megvédeni? Itt a védendő információ bizalmasságát, integritását vagy rendelkezésre állását fenyegető veszélyeket kell számba venni a védendő információk minden előfordulása, felhasználása illetve adathordozója esetén.
- Hogyan kell megvédeni? Miután már ismert, hogy mit és mitől (mi ellen) kell megvédeni, azután lehet a megfelelő védelmi stratégiát összeállítani. A lehetséges védelmi intézkedések széles palettát mutatnak, és az egyes védelmi intézkedések egymással is szoros kapcsolatban állnak, megvalósításuk eszköz- illetve módszertára egyszerre több különálló szakmának a tudását és tapasztalatát igényli.

Az információvédelmi intézkedések a következő szakmai területek munkáját foglalják magukba:
- objektum, terület védelem,
- személy védelem (rendszerben a személy védelme, vagy a rendszer védelme személyektől),
- hagyományos (pl. papíralapú) adatok, eszközök védelme,
- informatikai védelem,
- elemi károk, természeti csapások elleni védelem (az információ-biztonság szemszögéből).

Az egyes területek egymás mellett vannak jelen, és sokszor egymásra is hatnak, illetve egymással szoros kölcsönhatásban vannak.